# James B. Sheffield Olympic Skating Rink
James B. Sheffield Olympic Skating Rink je venkovní ledová plocha sloužící zejména pro rychlobruslení v Lake Placid ve Spojených státech amerických. Pojme 7 500 diváků. Byl hlavním centrem dění při Zimních olympijských hrách v roce 1932. Kromě zahajovacího a závěrečného ceremoniálu se zde také soutěžilo v rychlobruslení a ledním hokeji. Kapacita tribuny na stadionu byla pro 7 500 diváků, po ukončení olympijských her ale byla zbořena. Při Zimních olympijských hrách v roce 1980 se zde soutěžilo v rychlobruslení. Kromě toho se tady dva týdny po ZOH 1932 konalo Mistrovství světa v rychlobruslení ve víceboji a v roce 1989 rovněž Mistrovství světa v rychlobruslení ve víceboji žen.